# Con otra mirada
Con otra mirada es el noveno disco de la cantante española Luz Casal, puesto a la venta en 2002.

## Temas
1. Ni tú ni yo - 3:37
2. Dame un beso - 3:40
3. Pueden ser tantas cosas - 6:02
4. Mantenerse en pie - 4:03
5. Tu perdón - 3:27
6. Perdida - 3:55
7. Tú eres para mí - 3:36
8. A veces un cielo - 3:37
9. El engaño - 3:52
10. El día que yo cambie - 3:55
11. Palabras guardadas - 3:36
12. Me gustaría que comprendieras - 4:07

## Sencillos
- "Ni tú ni yo"
- "Dame un beso"
- "A veces un cielo"
- "Pueden ser tantas cosas"

- Datos: Q5780729